# Jalkapallon suomenmestaruuskilpailut 1913
Šestý ročník Jalkapallon suomenmestaruuskilpailut (Finského fotbalového mistrovství) se konal za účastí čtyř klubů.
Vítězem turnaje se stal poprvé ve své klubové historii Kronohagens IF, který porazil ve finále Åbo IFK 5:3.